# Stazione di Montesanto (SEPSA)
Stazione di Montesanto (SEPSA) vasútállomás Olaszországban, Nápoly településen.

## Vasútvonalak
Az állomást az alábbi vasútvonalak érintik:
- Circumflegrea-vasútvonal
- Cumana-vasútvonal

## Kapcsolódó állomások
A vasútállomáshoz az alábbi állomások vannak a legközelebb:
- Stazione di Piave (Stazione di Licola, Circumflegrea-vasútvonal)
- Stazione di Corso Vittorio Emanuele (Stazione di Torregaveta, Cumana-vasútvonal)